# Ahmed Zewail

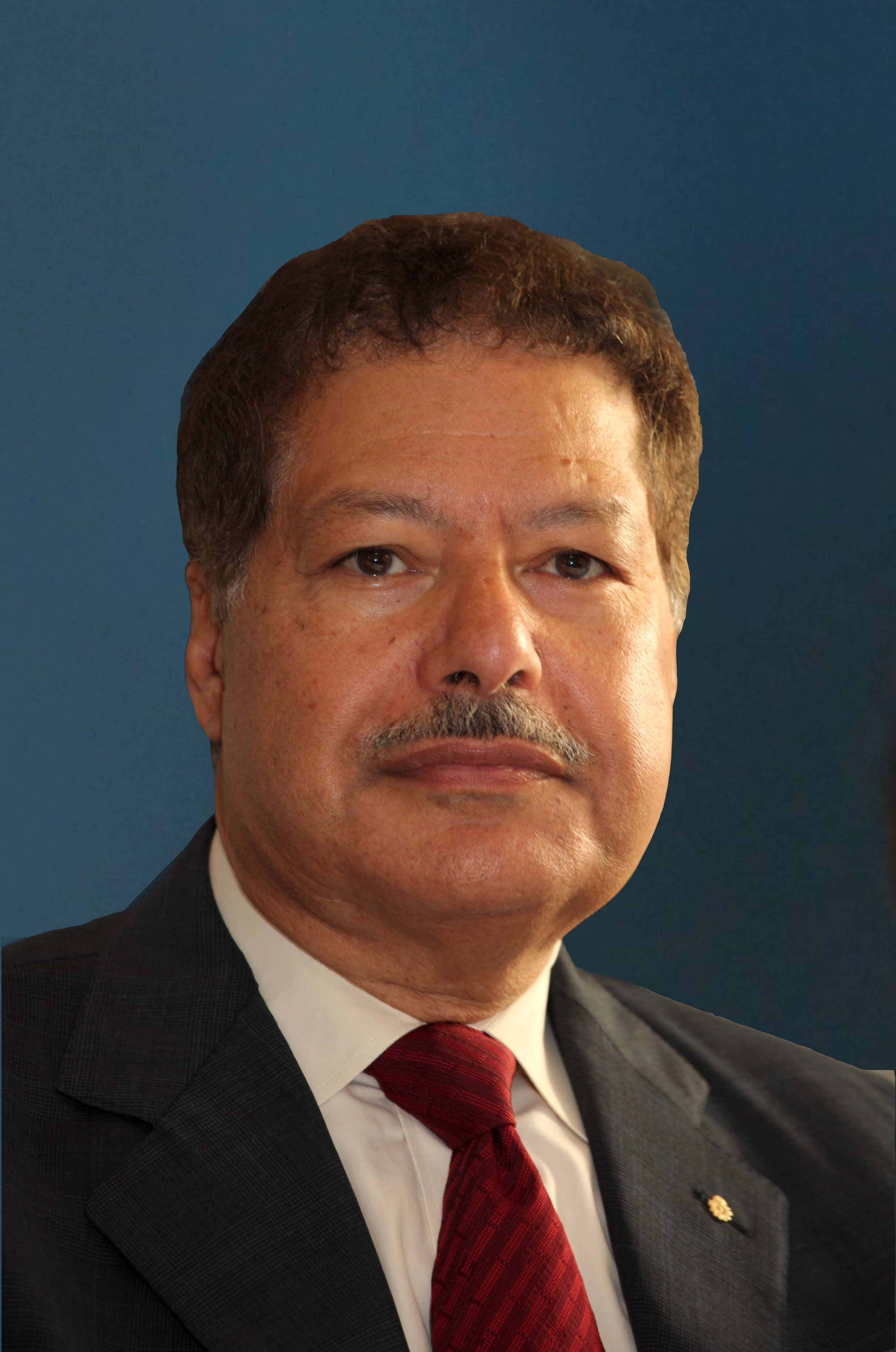
Ahmed Zewail (2010)

Ahmed Hassan Zewail (arabisch أحمد حسن زويل, DMG Aḥmad Ḥasan Zuwail; Transkription auch: Sewail; * 26. Februar 1946 in Damanhur, Königreich Ägypten; † 2. August 2016 in Pasadena, Kalifornien) war ein ägyptischer Chemiker und Nobelpreisträger für Arbeiten in der Femtochemie.

## Leben
Zewail wuchs in Disuq in Nordägypten auf. Er studierte an der Universität von Alexandria (Bachelor-Abschluss) und wurde bei Robin Hochstrasser an der University of Pennsylvania promoviert. Als Post-Doktorand war er an der University of California, Berkeley. Ab 1976 arbeitete er am California Institute of Technology (Caltech), wo er Professor wurde, ab 1990 als Linus Pauling Professor in Chemical Physics. 1978 erhielt er ein Forschungsstipendium der Alfred P. Sloan Foundation (Sloan Research Fellowship).
Zewail war ein Pionier der Femtochemie, der Untersuchung von chemischen Reaktionen im Femtosekunden-Bereich mit ultrakurzen Laserpulsen.
Im Januar 2010 wurden Ahmed Zewail, Elias Zerhouni und Bruce Alberts die ersten US science envoys (dt.: Gesandte der Wissenschaft) für den Islam. In dieser Funktion reiste er in Länder mit mehrheitlich muslimischer Bevölkerung.
Zewail war im wissenschaftlichen Beratungsgremium von Präsident Barack Obama.
Zewail hatte ab 1982 die US-amerikanische Staatsbürgerschaft. Er war verheiratet und wurde Vater von vier Kindern.

## Auszeichnungen (Auswahl)
- 1992: Carl-Zeiss-Forschungspreis
- 1993: Wolf-Preis in Chemie
- 1997: Tolman Award
- 1997: Robert A. Welch Award
- 1998: Benjamin Franklin Medal
- 1998: Paul-Karrer-Medaille

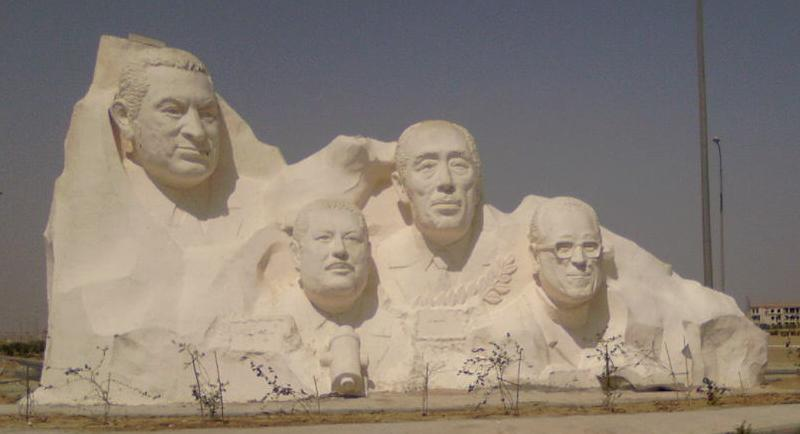
Ein Denkmal bekannter ägyptischer Persönlichkeiten in Madinat as-Sadis min Uktubar, angelehnt an das Mount Rushmore National Memorial, von rechts nach links: Naguib Mahfouz – Anwar as-Sadat – Ahmed Zewail – Husni Mubarak

- 1999: Nil-Orden (höchste zivile ägyptische Auszeichnung)
- 1999: Nobelpreis für Chemie
- 2000: Zedernorden
- 2006: Albert Einstein World Award of Science
- 2009: Othmer-Goldmedaille
- 2011: Priestley-Medaille
- 2011: Davy-Medaille
- 2013: Richard-Ernst-Medaille der ETH Zürich

Zewail war unter anderem Mitglied der National Academy of Sciences (ab 1989), der American Academy of Arts and Sciences (ab 1993), der American Philosophical Society (ab 1998), der Royal Society (ab 2001), der Académie des sciences (ab 2005), der Königlich Schwedischen Akademie der Wissenschaften und der Russischen Akademie der Wissenschaften sowie mehrfacher Ehrendoktor (Lund, Universität Complutense Madrid, Cambridge, Southwestern University, Universität von Jordanien, Yale University.)

## Tod
Zewail starb am Morgen des 2. August 2016. Er hatte sich zuvor von Krebs erholt, aber die genaue Todesursache ist unbekannt.

## Schriften
- Ahmed H. Zewail: Reise durch die Zeit – Weg zum Nobel-Preis. Verlag Helvetica Chimica Acta, Zürich 2006, ISBN 978-3-906390-32-1, ISBN 3-906390-32-2.